# Kazimierz Filip Wize
Kazimierz Filip Wize (ur. 15 kwietnia 1873 w Michorzewie, zm. 23 listopada 1953 w Modliszewie) – polski lekarz psychiatra, filozof i filozof medycyny, mikrobiolog, lepidopterolog, poeta i tłumacz poezji, działacz społeczny.

## Życiorys
Syn dzierżawcy majątków Filipa Wizego (zm. 1914) i Emilii z Rakowskich, miał liczne rodzeństwo. Filip Wize po śmierci brata Feliksa w 1869 zarządzał majątkiem Emilii Sczanieckiej w Pakosławiu, a po jej śmierci w 1896 dzierżawił majątek Raczyńskich w Jeżewie.
Kazimierz Wize uczył się w Gimnazjum Marii Magdaleny w Poznaniu, 19 września 1893 uzyskał świadectwo dojrzałości. Następnie studiował medycynę na Uniwersytecie Fryderyka Wilhelma w Berlinie (1893–1894), Uniwersytecie Wrocławskim (1894–1895), Uniwersytecie Ludwika i Maksymiliana w Monachium (1899, egzamin państwowy) i Uniwersytecie w Lipsku (1899, rigorosum). W marcu 1899, po przedstawieniu rozprawy Ueber den Pemphigus coniunctivae, został doktorem medycyny.
W latach 1900 i 1901 odbył dwuletni kurs bakteriologiczny w Instytucie Pasteura w Paryżu pod kierunkiem Jana Danysza. W 1901 odbył podróż na Ukrainę, gdzie prowadził terenowe badania bakteriologiczne, kontynuowane pod kierunkiem Mariana Raciborskiego w Akademii Rolniczej w Dublanach.
Od 12 maja 1905 do 1907 (łącznie cztery semestry) studiował na Wydziale Filozoficznym Uniwersytetu Lipskiego. Jego nauczycielami byli Richard Heinze (filologia klasyczna), Wilhelm Wundt (psychologia), Johannes Volkelt (filozofia), Wilhelm Pfeffer (botanika), Carl Chun (zoologia), Hugo Riemann (muzykologia), Karl von Bahder (filologia germańska), Paul Barth (filozofia), Felix Krueger (filozofia). W 1907 otrzymał tytuł doktora filozofii, na podstawie rozprawy o teorii piękna Friedricha Justusa Riedla. Podziękowania za pomoc w przygotowaniu pracy złożył profesorom Volkeltowi i Dessoirowi.
Tłumaczył Heinego (Niemcy – Baśń Zimowa, 1897) i Verhaerena (Dwanaście miesięcy, 1913; Obrazy życia, 1913), sam również pisał poezje  .
Po śmierci męża siostry Emilii, lekarza Adama Karczewskiego, objął kierownictwo zakładu psychiatrycznego w Kowanówku.
Był członkiem komisji matematyczno-przyrodniczej Poznańskiego Towarzystwa Przyjaciół Nauk , Towarzystwa Miłośników Języka Polskiego (od 1923) , Poznańskiego Towarzystwa Filozoficznego, Polskiego Towarzystwa Psychiatrycznego, Polskiego Towarzystwa Entomologicznego, Polskiego Towarzystwa Dendrologicznego , członkiem honorowym Société royale belge d'Entomologie, członkiem czynnym Polskiego Towarzystwa Przyrodników im. Kopernika (1904)  i Polskiego Towarzystwa Filozoficznego . Wykładał w Towarzystwie Wykładów Naukowych w Poznaniu. Był członkiem Polskiego Czerwonego Krzyża i Polskiego Białego Krzyża, gdzie prowadził wykłady ogólnokształcące dla żołnierzy .
Uczestniczył w Międzynarodowych Zjazdach Filozoficznych w Paryżu (1900), Heidelbergu (1908), Bolonii (1911), Bostonie (1926), Oksfordzie (1930) i Amsterdamie (1948). Na zjeździe w Bolonii był przewodniczącym sekcji poświęconej filozofii piękna i sztuki. Na zjeździe w Bostonie został wybrany, na wniosek Władysława Mieczysława Kozłowskiego i przy poparciu Hansa Driescha, do stałej Komisji Międzynarodowych Zjazdów Filozoficznych .
Podczas I wojny światowej był lekarzem naczelnym sanatorium gruźliczego w Lądku-Zdroju. Od 1919 do 1921 kierował Departamentem Sztuki i Kultury w Ministerstwie byłej Dzielnicy Pruskiej. 29 maja 1921 zrezygnował z funkcji ze względów zdrowotnych i wyjechał do wsi Sędziny, co sprawiło, że ograniczył w tym czasie praktykę lekarską.
W lutym 1931 rozpoczął pracę w Krajowym Zakładzie Psychiatrycznym w Dziekance. Działał naukowo, publikując prace z dziedziny psychiatrii i współredagując wydawane w Dziekance „Nowiny Psychiatryczne”. Na początku 1940 stracił pracę w szpitalu, przez resztę okupacji był zatrudniony w wójtostwie w Gnieźnie. Po wojnie wrócił na stanowisko lekarza w Dziekance. Od 1951 do śmierci był zatrudniony w filii Dziekanki w Modliszewie dla pacjentów uzależnionych od alkoholu.
Nie założył rodziny. Zmarł na raka żołądka . Zgodnie z ostatnią wolą został pochowany na przyszpitalnym cmentarzu przy ul. Dalkowskiej w Gnieźnie. Grób został zniszczony w 2004, po przejęciu cmentarza przez archidiecezję gnieźnieńską. Interwencje badaczki życia Wizego Gabrieli Mikołajczyk u wojewódzkiego i archidiecezjalnego konserwatora zabytków pozostały bez echa; miejsce pochówku pokrywa kostka z polbruku (2010).
W 2017 ukazała się monografia pod redakcją Michała Musielaka Doktor Kazimierz Filip Wize (1873–1953). Zarys biografii intelektualnej, prezentująca biografię naukową Wizego, częściowo w oparciu o niewykorzystane dotąd źródła .

## Dorobek naukowy
Był autorem kilkunastu opublikowanych prac w dziedzinie mikrobiologii. Zajmował się m.in. fitopatologią i grzybami owadobójczymi. Opisał nowy gatunek owadomorka Myiophagus ucrainicus Wize, 1904 (obecnie pod nazwą Olpidiopsis ucrainica). Opisał nowy gatunek bakterii Pseudomonas ucrainicus. Prowadził prace nad wykorzystaniem grzyba owadobójczego Metarhizium anisopliae do zwalczania szkodnika buraka cukrowego, ryjkowca szarka komośnika (Bothynoderes punctiventris). Później entomologią zajmował się tylko hobbystycznie, pozostawił m.in. dwie prace dotyczące lepidopterofauny Jeżewa  . W zbiorach PTPN znajdowała się kolekcja motyli i okazów szkodników plantacji buraczanych, przekazana przez niego .
Jako psychiatra był zwolennikiem terapii pracą. Szczególnie interesował się twórczością chorych psychicznie i schizofrenią.
Był filozofem medycyny, będąc obok Heliodora Święcickiego przedstawicielem poznańskiej myśli filozoficzno-lekarskiej. Propagował interdyscyplinarne podejście do medycyny, polegające na rozpatrywaniu jej funkcjonowania z perspektywy filozoficzno-etycznej, estetycznej, psychologicznej oraz społecznej. W podejściu do chorego kładł nacisk na poznanie nie tylko medycznych przyczyn choroby, ale także psychicznych i społecznych.

## Osobowość
Był wspominany jako bogata osobowość, szlachetny i wszechstronnie uzdolniony człowiek. Na jego patriotyczną postawę miało wpłynąć wychowanie rodzinne i poglądy poznanej w młodości Emilii Sczanieckiej. Zainteresowanie sztuką początkowo ukierunkowane było na poezje, malarstwem i estetyką zainteresował się w Paryżu. W domu Jana Danysza zbierali się polscy inteligenci, oprócz Wizego stałymi bywalcami salonu byli Olga Boznańska, Wojciech Gielecki, Ludwik Posadzy, Jadwiga i Henryk Tryczlowie. Z Danyszami zaprzyjaźniona była Maria Skłodowska-Curie, z którą Wize korespondował . Blisko zaprzyjaźnił się z malarką Olgą Boznańską, zadedykował jej jedną z książek, sam został przez nią sportretowany.
W Gnieźnie do grona bliskich przyjaciół Wizego zaliczali się ks. Stanisław Krzeszkiewicz, Henryk Ułaszyn i Karol Pluciński.

## Lista prac
- W godzinie myśli: o istocie sztuki. Kraków, 1900
- Danysz J., Wize K., O użyciu muskardyn w walce z komośnikiem buraczanym (Cleonus puntiventis). Gazeta Cukrownicza, 1901
- Danysz J., Wize K., De l′utilisation des Muscardines dans la lutte avec le Cleonus punctiventris. Paris: Librairie agricole de la maison rustique, 1900
- Danysz J., Wize K., O użyciu muskardyn w walce z komośnikiem buraczanym (Cleonus punctiventris): (sprawozdanie drugie, z d. 25 maja r. 1901), Warszawa 1901.
- Danysz J., Wize K., Les entomophytes du charançon des betteraves à sucre. Annales de l′Institut Pasteur 17, s. 421–446, 1903
- Pseudomonas ucrainicus, prątek choroby komośnika buraczanego (Cleonus punctiventris. Germ.), „Rozprawy Wydziału Matematyczno-Przyrodniczego Akademii Umiejętności w Krakowie” Seria III, Tom IV, Dział B Nauki Biologiczne, s. 61–73, 1904
- Choroby komośnika buraczanego (Cleonus punctiventris. Germ.) powodowane przez grzyby owadobójcze, ze szczególnem uwzględnieniem gatunków nowych, „Rozprawy Wydziału Matematyczno-Przyrodniczego Akademii Umiejętności w Krakowie” 1904, Seria III, Tom IV, Dział B Nauki Biologiczne, s. 346–360.
- Pseudomonas ucrainicus, ein krankheitserregendes Bacterium der Larve des Rübenrüsselkäfers. Bulletin de l′Académie des sciences de Cracovie, s. 211–222, 1904
- Die durch Pilze hervorgerufenen Krankheiten des Rübenrüsselkäfers (Cleonus punctiventris Germ.) mit besonderer Berücksichtigung neuer Arten. Bulletin de l′Académie des sciences de Cracovie, s. 713–727, 1904
- O chorobach owadów. Kosmos 30 (5/7), s. 386–391, 1905
- Okeanos (fragment), Chimera, 1907, t. 10, z. 20, s. 498-500.
- In der Stunde der Gedanken: über die schönen Künste. Berlin: R. Trenkel, 1905
- Friedrich Justus Riedel und seine Ästhetik. Berlin: Verlag von R. Trenkel, 1907.
- Über den Zusammenhang von Spiel, Kunst und Sprache. Zeitschrift für Ästhetik und allgemeine Kunstwissenschaft 2, s. 174–181, 1907
- Kants Analytik des Schönen. Zeitschrift für Ästhetik und allgemeine Kunstwissenschaft 4 (1), s. 1–15, 1908
- Eine Einteilung der philosophischen Wissenschaften nach Aristoteles′ Prinzipien. Vierteljahresschrift für wissenschaftliche Philosophie und Soziologie 32, s. 305, 1908
- Über Kategorien. Vierteljahrsschrift für wissenschaftliche Philosophie und Soziologie 34 (2), s. 173–217, 1910
- Abriss einer Wissenschaftslehre der Ästhetik. Berlin: R. Trenkel, 1909
- Z dziejów idei о rozwoju gatunków. Kosmos 35, s. 374–375, 1910
- „Die Definition des Schönen in Kants Kritik der Urteilskraft” W: Verhandlungen des III. Internationalen Kongresses für Philosophie, Heidelberg. Heidelberg: Carl Winters Universitätsbuchhandlung, 1908 s. 1068–1075
- Piękno i jego postacie. Przegląd Filozoficzny 14 (1), s. 42–48, 1911
- Dobro i jego postaci. Przegląd Filozoficzny 14 (3), s. 359–368, 1911
- Der vierte, Internationale Kongreß für Philosophie in Bologna. „Vierteljahresschrift für wissenschaftliche Philosophie und Soziologie” 35, s. 459–483, 1911
- H. Vaihingers Philosophie der Fiktion. Vierteljahresschrift für wissenschaftliche Philosophie und Soziologie 36, s. 413–424, 1911
- Le beau. Lugano: Coenobium, 1912
- Zmienność osobnikowa owadów w strefach umiarkowanych. "Kosmos" 1913, R. 38, z. 1/3, s. 244–245.
- Nauka o kategoriach. Poznań: J. Leitgeber, 1914
- Wykłady filozoficzne. Poznań: M. Niemierkiewicz, 1916
- Wykłady metafizyczne: wstęp, kosmologja, psychologja, teozofja. Poznań: M. Niemierkiewicz, 1917
- Motyle okolic Jeżewa: przyczynek do fauny wielkopolskiej. „Roczniki Towarzystwa Przyjaciół Nauk Poznańskiego”. 44, 1917.
- Doniosłość naukowa i praktyczna zbiorów fauny krajowej, „Zapiski Muzealne" 1917-1918, R. 2-3, s. 40-42.
- Miscellanea. Stanisława Przybyszewskiego „Poznań ostoją myśli polskiej”. „Zdrój” 2 (1), s. 28–29, 1918
- Estetyczna teorja gry. „Zdrój” 1918, R. 2, t. 4, z. 1, s. 29–31.
- Dopełnienie spisu motyli z Jeżewa. „Prace Komisji Matematyczno-Przyrodniczej PTPN. Seria B, Nauki biologiczne”. 1 (3/4), s. 260–267, 1922.
- „Les categories éthiques et les vertus” W:  Proceedings of the Sixth International Congress of Philosophy. Harvard University, Cambridge, Massachusetts, United States of America, September 13-17, 1926. Cambridge, Ma.: Longmans, Green and Co., 1927 s. 516–520
- Zarys etyki jako nauki o szczęściu. Poznań: M. Niemierkiewicz, 1926
- Miscellanea: zjazdy filozoficzne: intermezzo krytyczne. Poznań, 1928
- Ameryka: opis podróży z uwagami urągliwie zapalczywemi. Poznań: Gebethner i Wolff, 1929.
- Nowa aberracja Argynnis lathonia L. (Lepidoptera). Polskie Pismo Entomologiczne 9 (1/2), s. 112, 1930
- Jan Śniadecki. „Dziennik Poznański" 1930.11.21 R.72 nr 270, s. 3.
- Zakres filozofji medycyny. Archiwum Historji i Filozofji Medycyny oraz Historji Nauk Przyrodniczych 11 (1), 1931
- Charakter w ujęciu psychologicznem i fizjologicznem. Nowiny Psychjatryczne 9 (1/2) s. 5–14, 1932
- Demokryt i jego stosunek do medycyny. Archiwum Historji i Filozofji Medycyny oraz Historji Nauk Przyrodniczych 12 (1), s. 75–79, 1932
- Psychologja w stosunku do filozofji medycyny. Nowiny Psychjatryczne 10 (1/2), s. 10–26, 1933
- Wpływ pobudek artystycznych u psychicznie chorych. Nowiny Psychjatryczne 10 (3/4), s. 185–199, 1933
- Państwowy kurs pielęgniarstwa psychiatrycznego w Dziekance. Przewodnik Pielęgniarski 5 (3), s. 3–4, 1933
- Przykład symbiozy literackiej wśród psychicznie chorych: odczyt wygłoszony na posiedzeniu nauk. lek. w Dziekance dn. 18 listopada 1933 r. Nowiny Psychjatryczne 11 (1/2), s. 36–75, 1934
- W obronie Roty. „Wici Wielkopolskie” 2, s. 12, 1934
- Próba etjologji zaburzeń reaktywnych na tle rozwojowem jednostki. Nowiny Psychjatryczne 11 (1/2), s. 251–267, 1934
- Różnica pogotowia biopsychicznego w zachorzeniu schizofrenijnem, zależna od płci. Medycyna Praktyczna 9 (6), s. 213–216, 1935
- Pięć cnót kardynalnych lekarza. Archiwum Historji i Filozofji Medycyny 15 (1/2), s. 159–167, 1935
- Pathographien von zwei schisophrenen Frauen auf Grund ihrer deutsch geschriebenen Aufzeichnungen. Allgemeine Zeitschrift für Psychiatrie 103 (5/6), s. 270–284, 1935
- Culture et psychopathologie. Annales Médico-psychologiques 94, s. 609–614, 1936
- „L′intégralité et la psychologie du beau et de l′art” W: Deuxième Congres international d’esthétique et de science de l’art, 1937
- „La géométrie analitique de Descartes et l′empirisme philosophique” W: Travaux du 9e Congrès international de philosophie (Congrès Descartes). Hermann, 1937
- Zagadnienia podniesione na IX Międzynarodowym Zjeździe Filozoficznym i II Międzynarodowym Zjeździe Poświęconym Filozofii Piękna i Sztuki, mające znaczenie dla filozofii medycyny i psychiatrii. Archiwum Historii i Filozofii Medycyny 17, 1938
- Na polskiej ziemi. Żurawich lotów część trzecia. Gniezno: 1939.
- Behaviour podniet biogenetycznych w ich stosunku do psychiatrii oraz filozofii medycyny. „Archiwum Historii i Filozofii Medycyny”. 19, s. 215–224, 1948.
- Motyle spotykane i zebrane w Gnieźnie i najbliższej okolicy w latach 1931–1948. Sprawozdania Poznańskiego Towarzystwa Przyjaciół Nauk, R. 15, s. 160, 1948

## Upamiętnienie
- Centrum Aktywnego Wypoczynku Rodziny im. Kazimierza Filipa Wize w Modliszewie[21][22].
- Park  im.  Kazimierza  Filipa  Wizego,  usytuowany  na  terenie Wojewódzkiego  Szpitala  dla  Nerwowo  i Psychicznie  Chorych  „Dziekanka”  w Gnieźnie  przy  ulicy Poznańskiej[23].
- 2023 Rokiem dr. Kazimierza Filipa Wizego w Modliszewie[24].